# Kubik Gyula
Kubik Gyula (Eger, 1863. május 17. – Budapest, 1928. április 13.) magyar mérnök, a századforduló egyik legjelentősebb vasútépítő mérnöke. Testvére, Kubik Béla (1860–1914) országgyűlési képviselő volt.

## Életpályája
Szülei Kubik Endre (Imre András) és Csirmaz Mária voltak. Oklevelét a párizsi École nationale des ponts et chaussées mérnöki főiskolán szerezte. 1919-ben a Magyar Mérnök- és Építész-Egylet elnöke volt. A Tanácsköztársaság gazdasági és műszaki politikájának támogatása, a vármegyei műszaki biztosi kinevezés elfogadása miatt 1920-ban eltávolították az egylet éléről.
Nevéhez több jelentős vasúti intézmény megépítése fűződött, például a Miskolc-Mezőcsáti helyi érdekű vasút vonalát tervezte, engedélyeztette és építette. Országgyűlési képviselő-jelölt is volt, és Borsod vármegye Törvényhatósági Bizottságának tagja.